# Sant Salvador de Brics
Sant Salvador de Brics és l'església parroquial de Brics, en el municipi d'Olius (Solsonès). Està protegida com a bé cultural d'interès local.

## Descripció
És una església de planta rectangular d'una sola nau i sense absis. Està orientada a l'est i amb teulada a doble vessant. La façana és senzilla amb porta d'arc de mig punt i una petita finestra al damunt. Al costat de la façana principal hi ha un esvelt campanar de dos cossos cobert amb teulada a quatre vessants. Està construïda damunt de la primitiva església de la que ja no en queden restes. El parament és de pedres irregulars.

## Història
Trevics, el 1007, era una finca de Recofred i Matrisenda. Ramon d'Isarn i el seu germà Guillem posseïen terres entre el "clima", que seria el castell de Trevics, al terme de Riner, el de Llobera i el camí que anava a Solsona. El mas de Trevics no era una casa com les altres, sinó que ja es destaca como el centre d'aquesta rodalia on hi residia el castlà. El 1147 Gauzpert hi posà a Pere i la seva muller, i d'aquí en endavant es citen sovint els Pere de Trevics. Aquest castlà o batlle de Trevics tenia, entre d'altres, el càrrec de recollir els delmes de les cases que pertanyien a l'abadia de Solsona.
De l'antiga església parroquial de Trevics, després Brics, no en queden restes. Havia de ser molt antiga, puix que hi ha referències del segle xi. La nova església de Sant Salvador es convertí en parroquial l'any 1846, en lloc de la del Castellvell de Solsona.